# 5612 Nevskij
5612 Nevskij eller 1975 TX2 är en asteroid i huvudbältet som upptäcktes den 3 oktober 1975 av den ryska astronomen Ljudmila Tjernych vid Krims astrofysiska observatorium på Krim. Den är uppkallad efter det ryska helgonet Alexander Nevskij.
Asteroiden har en diameter på ungefär 5 kilometer.